# Philositus enchophorus
Philositus enchophorus är en stekelart som beskrevs av Henry Keith Townes, Jr. 1970. Philositus enchophorus ingår i släktet Philositus och familjen brokparasitsteklar. Inga underarter finns listade i Catalogue of Life.